# ファット・マイク
ファット・マイク（Fat Mike、本名：マイケル・ジョン・バーケット（Michael John Burkett）、1967年1月16日 - ）は、アメリカ合衆国のミュージシャン。
パンクバンド、NOFXでリードボーカル、ベースを担当。ME FIRST AND THE GIMME GIMMESでは、ベースを担当している。インディーズ・レーベル、Fat Wreck Chordsのオーナー経営者である。

## 概要
初めてのバンド活動はFalse Alarmというバンドで、おそらくベースを弾いていたと思われる（ちなみにFalse Alarmは現在も活動中である）。83年に、バンドメンバーを探していたエリック・メルヴィンと共通の友人を介して知り合い、少し後から入ったエリック・サンディンと共にNOFXを結成する。
90年に自身のレーベル、Fat Wreck Chordsを設立し、北米最大級のインディーズ・レーベルに成長させる。
95年に、ME FIRST AND THE GIMME GIMMESを結成。以来ベーシストとして参加している。
ブッシュ政権が成立すると、徐々に政治的な発言を増やしていき、2003年にウェブサイトPunkvoter.comを設立し、2004年にはRock Against Bushというプロジェクトを発足させ、同名のオムニバス・アルバムとライブ・ツアーを企画した。
2005年には、Punk Rock Confidentialという季刊誌を発刊した。

## その他
サンフランシスコ州立大学に入学後、1年間に15キロも太ったことから、久しぶりに会った友人たちからFat Mikeという現在のニックネームがつけられた。
高校時代はミスフィッツの熱狂的なファンで、束ねた前髪をヘアスプレーで固めて顔に垂らしていたことがある。
ヴェジタリアンだったことがある(ただし、魚は食べていたので厳密にはヴェジタリアンではない）。最近では、フリーレンジで育てられた鶏肉を時折食べるが、ヴィーガンに成りたいという願望は今でもあるらしい。ヴェジタリアン志向である理由として、健康上の理由を挙げているが、PETAのサポーターであることから分かるとおり、動物の権利への配慮も理由のひとつである。なお、初期のNOFXにはヴェジタリアンや動物愛護団体を皮肉った曲がいくつかあるが（「shut up already」や「vegetarian mumbo jumbo」）、本人いわく「考えが変わった」とのことである。
2010年、17年間連れ添ったエリン（Erin)と離婚した。二人の間には、ダーラ（Darla）という名の娘がいる